# Dusk (Disembowelment-EP)
Dusk (englisch Dämmerung) ist eine EP der australischen Extreme-Doom-Band Disembowelment.

## Geschichte
Nachdem Disembowelment die Demoaufnahmen Official Rehearsal 24-3-91 und Deep Sensory Procession into Aural Fate an mehrere Label versandt hatte, zeigte sich Relapse Records an der Band interessiert und bot Disembowelment eine Veröffentlichung in der Reihe The Relapse Underground Series an. Neben zwei Stücken des Demos Deep Sensory Procession into Aural Fate spielte die Band unter Demobedingungen ein weiteres Stück ein. Entsprechend enthielt die EP Dusk die beiden Stücke des Demos The Tree of Life and Death und A Burial at Ornans sowie das neu aufgenommenes Lied Cerulean Transience of All My Imagined Shores. Dieses neue Stück entstand am Weihnachtsabend während des Probens. Matthew Skarajew der in der Zeit zwischen den Aufnahmen zum Teil der Band geworden war, brachte durch sein laufendes Hochschulstudium der Musik neue Impulse in die Band. Gemeinsam spielte die Gruppe das neue Stück Cerulean Transience of All My Imagined Shores ein, auf dem die Gruppe mit bewussteren Ansätzen komplexerer Melodie und hochwertiger Produktion agierte. Nachdem Jason Keels der Band zunehmend Ansätze des Extreme Doom Nahe gebracht hatte, vervollständigte sich darüber der Klang von Disembowelment.
Zum Zeitpunkt der Aufnahme des dritten Stücks bestand Disembowelment somit aus dem Sänger und Gitarristen Renato Gallina, dem Gitarristen Jason Kells, dem Schlagzeuger Paul Mazziotta und dem Bassisten Matthew Skarajew. Das Stück spielte die Band im Januar 1992 in den Double Tea Studios unter der technischen und produzierenden Begleitung von Justin Wornes ein. Die beiden Titel The Tree of Life and Death und A Burial at Ornans wurden von den verbleibenden drei Musikern im August des Vorjahres eingespielt.

## Albuminformationen
Als einzige EP der Band erschien Dusk 1992 über Relapse Records als CD mit drei Titeln und einer Gesamtspielzeit von 29:39 Minuten. Es in den Jahren 2005 und 2020 von Relapse Records als Musikdownload, CD oder LP als Teil retrospektiver Zusammenstellungen der Band-Diskografie veröffentlicht. Alle drei Titel wurden für das Album Transcendence into the Peripheral neu eingespielt. Die Gestaltung übernahm Renato Gallina. Das Cover zeigt den weißen Buchstaben d mit einem Punkt in einem schwarzen Kreis auf einer graue Fläche. Zwölf Punkte umranden die oberen Hälfte des Kreises. 

### Titelliste
1. The Tree of Life and Death: 09:18
2. A Burial at Ornans: 11:55
3. Cerulean Transience of All My Imagined Shores: 08:26

### Stil
Die Musik der EP changiert von Death Metal und Grindcore zu Death- und Funeral Doom. Der Klang erweise sich als roher und weniger ausgearbeitet als bei den späteren Aufnahmen der Gruppe. Das Gitarrenspiel wird als weniger ‚heavy‘ wahrgenommen, während das Tempo im Vergleich zu den neu aufgenommenen Versionen etwas höher erscheint.
Die EP zeichnet sich dennoch durch ein überwiegend geringes Tempo aus. Die Stücke bleiben zwischen 79 bpm bei A Burial at Ornans und 105 bpm bei Cerulean Transience of All My Imagined Shores vornehmlich langsam. Dabei behält die Band eine Dynamik in den Stücken bei und intoniert das Album mit einer zügigen Death-Metal-Phase, reduziert dies Tempo jedoch nach etwa drei Minuten. Der Grundton variiert zwischen den Stücken. The Tree of Life and Death wurde in cis-Moll geschrieben, A Burial at Ornans in F-Dur und Cerulean Transience of All My Imagined Shores in G-Dur.

## Wahrnehmung
Die EP wurde nach ihrer Veröffentlichung zu einem gelobten Klassiker des Metal und Doom Metal. Seither gilt die EP als eines der stilprägenden Werke des Extreme Doom und Teile der Ausdifferenzierungen und Folgeerscheinungen. Insbesondere für den Funeral Doom wird Dusk als Pionierleistung, Vorläuferwerk und Genreklassiker beurteilt.

„Bands like Evoken, Dusk and Esoteric owe a lot to that early and unexpected vision of diSEMBOWELMENT. Together with them, we bow in awe to the mighty ‘d’.“

„Bands wie Evoken, Dusk und Esoteric haben dieser frühen und unerwarteten Vision von diSEMBOWELMENT viel zu verdanken. Gemeinsam mit ihnen verneigen wir uns in Ehrfurcht vor dem mächtigen ‘d’.“